# Selma Egrei
Selma Egrei Moretti Faro Silva (São Paulo, 16 de março de 1949) é uma atriz brasileira. Ao longo de sua carreira, recebeu vários prêmios, incluindo dois Prêmios APCA, um Prêmio Extra, e um Prêmio Mambembe, além de ter recebido indicações para dois Prêmios Shell.
Após estudar na Escola de Arte Dramática da USP, ela começou sua carreira em vários segmentos, em especial no cinema. Ao todo, Selma já atuou em mais de 40 filmes ao longo de sua carreira, sendo uma das maiores representantes do cinema nacional nos anos 1970 e 1980. Popularizou-se na televisão com seu trabalho na novela Papai Coração em 1976.
No teatro, consagrou-se por sua atuação na fábula infantil Clarão nas Estrelas, ganhando o Prêmio APCA e o Prêmio Mambembe de melhor atriz de teatro. Também foi aclamada por suas performances em Fasto e Senhora Macbeth, angariando indicações ao Prêmio Shell de Melhor Atriz por ambas.
Em 2016, despontou na novela do horário nobre da TV Globo Velho Chico. Interpretando a matriarca Encarnação, Selma recebeu elogios da crítica e do público. Por seu desempenho, saiu-se vencedora do Prêmio APCA de Melhor Atriz de Televisão e do Prêmio Extra de Melhor Atriz Coadjuvante, além de ter sindo indicacada ao Melhores do Ano.

## Biografia
Descendente de italianos, é filha de João Alberto Faro e Olga Moretti.
Entre 1970 e 1972, Selma esteve na Escola de Arte Dramática (EAD), de São Paulo. Começou a atuar tanto na televisão, quanto no teatro e no cinema, mas este teria sua preferência. Estreou nas telas com Cordélia, Cordélia (1971), e já atuou em mais de 40 filmes.
Por sua beleza, foi uma das atrizes prediletas de Fauzi Mansur, Cláudio Cunha, J. Marreco, John Doo e Jean Garret, época em que o cinema brasileiro, para fugir à censura política, optava pela pornochanchada. No entanto, nas mãos de Walter Hugo Khouri, com quem fez quatro filmes, é que seu talento se revelaria.
Estreou na televisão em 1970, mas a popularidade viria com  Papai Coração. Mas seu trabalho na televisão sempre foi esporádico, enquanto no cinema fazia um filme atrás de outro. No entanto, se destacou em telenovelas como Ninho da Serpente (1982), de Jorge Andrade, na TV Bandeirantes e Carmem (1987), de Glória Perez, na TV Manchete e em minisséries como Tudo em Cima (1985), de Bráulio Pedroso e Geraldo Carneiro e Um Só Coração (2004), de Maria Adelaide Amaral e Alcides Nogueira.
A partir de 1990 se envolveu com a dança, trabalho de terapeuta corporal, chegando a morar na Bélgica e na França, chegando a ficar 10 anos longe do vídeo. Só retornou ao teatro em 1997, com Antônio Abujamra, numa montagem de “Fedra”.
Nos últimos anos tem se dedicado ao teatro, fazendo trabalhos muito elogiados com José Possi Neto e Celso Nunes, entre outros diretores. Em 2006 atuou em Sra. Macbeth, e no badalado monólogo Sirimin, baseado em textos de Guimarães Rosa, adaptados para o palco por ela.
Fez uma participação rápida como a compradora da casa de Maria Paula (Marjorie Estiano) em Duas Caras (2007), de Aguinaldo Silva, e interpretou Dulce Porto, uma mulher interesseira em A Favorita (2008), de João Emanuel Carneiro. Ambas telenovelas das 21h da Rede Globo. Depois, fez uma participação na minissérie Som & Fúria, como Cláudia Cruz, em 2009. No final do mesmo ano, atuou em outra minissérie, Cinquentinha, de Aguinaldo Silva, como Flávia. Já no início de 2010 a atriz fez uma participação na telenovela Tempos Modernos, de Bosco Brasil, como Tamara.
Em 2016, integra o elenco da novela das 21h Velho Chico, interpretando a austera Dona Encarnação, mãe do personagem de Antônio Fagundes. O curioso é que a novela possui 3 fases e a atriz permanece em todas.
Após o sucesso como Encarnação na Rede Globo, Selma assina com a RecordTV para integrar a telenovela Apocalipse, como a impiedosa vilã Verônica Montana. Em 2019, retorna à televisão na telenovela "Amor sem Igual", onde interpreta a milionária Norma, uma senhora doce e sofisticada, que vive um delicado romance na terceira idade.
Em 2022 volta à TV Globo e participa do remake de Pantanal.

## Filmografia

### Televisão
| Ano     | Título                    | Papel                             | Notas                        | Emissora          |
| ------- | ------------------------- | --------------------------------- | ---------------------------- | ----------------- |
| 1970    | Simplesmente Maria        |                                   |                              | Rede Tupi         |
| 1970    | A Gordinha                | Daniela                           |                              | Rede Tupi         |
| 1971    | O Preço de um Homem       | Léa                               |                              | Rede Tupi         |
| 1971    | Hospital                  | Selma                             |                              | Rede Tupi         |
| 1972    | Eu e a Moto               | Flor                              |                              | RecordTV          |
| 1976    | Papai Coração             | Irmã Rosário                      |                              | Rede Tupi         |
| 1979    | Gaivotas                  | Norma                             |                              | Rede Tupi         |
| 1979    | O Todo Poderoso           | Linda                             |                              | Rede Bandeirantes |
| 1981    | Os Adolescentes           | Fernanda                          |                              | Rede Bandeirantes |
| 1982    | Ninho da Serpente         | Consuelo                          |                              | Rede Bandeirantes |
| 1983    | A Ponte do Amor           | Angela / Mireya                   |                              | SBT               |
| 1985    | Tudo em Cima              | Julieta                           |                              | Rede Manchete     |
| 1986    | Memórias de um Gigolô     | Valentina                         |                              | TV Globo          |
| 1987    | Armação Ilimitada         | Pandora                           | 1 episódio                   | TV Globo          |
| 1987    | Carmem                    | Nina                              |                              | Rede Manchete     |
| 1989    | Colônia Cecília           | Gina                              |                              | Rede Bandeirantes |
| 1990    | A, E, I, O... Urca        | Solitária                         |                              | Rede Globo        |
| 2001    | Roda da Vida              | Elza                              |                              | RecordTV          |
| 2004    | Um Só Coração             | Olívia Guedes Penteado            |                              | TV Globo          |
| 2005    | Essas Mulheres            | Irmã Carolina                     |                              | RecordTV          |
| 2006    | Pé na Jaca                | Condessa Antoinette Renné Mondego |                              | TV Globo          |
| 2007    | Duas Caras                | Beth Gomes                        |                              | TV Globo          |
| 2008    | A Favorita                | Dulce Porto                       |                              | TV Globo          |
| 2009    | Cinquentinha              | Flávia                            | 6 episódios                  | TV Globo          |
| 2009    | Trago Comigo              | Madalena                          |                              | TV Cultura        |
| 2009    | Som & Fúria               | Cláudia Cruz                      | 3 episódios                  | TV Globo          |
| 2010    | Tempos Modernos           | Tamara Palumbo                    |                              | TV Globo          |
| 2011    | O Astro                   | Consolação Paranhos (Çãozinha)    |                              | TV Globo          |
| 2012–14 | Sessão de Terapia         | Drª. Dora Aguiar                  | 21 episódios                 | GNT               |
| 2013    | Vitrola (Telefime)        | Marta                             | Telefilme                    | TV Cultura        |
| 2015    | Sete Vidas                | Dália Fiúza Macedo                | [ 15 ]                       | TV Globo          |
| 2015    | Os Experientes            | Francisca Toledini                | Episódio: "Folhas de Outono" | TV Globo          |
| 2015    | Felizes Para Sempre?      | Norma Drummond                    |                              | TV Globo          |
| 2016    | Velho Chico               | Encarnação de Sá Ribeiro          |                              | TV Globo          |
| 2017    | Apocalipse                | Verônica Montana                  |                              | RecordTV          |
| 2017    | A Grande Viagem           | Sarah                             | 2 episódios                  | TV Brasil         |
| 2019    | A Vida Secreta dos Casais | Irma                              | [ 16 ]                       | HBO Brasil        |
| 2019    | Santos Dumont             | Virgínia Dumont                   | 2 episódios                  | HBO Brasil        |
| 2020    | Hebe                      | Ignes Capuano                     |                              | Globoplay         |
| 2020    | Dra. Darci                | Adelaide                          | Episódio: "Darci Já Era"     | Multishow         |
| 2020    | Amor sem Igual            | Norma Andrade                     |                              | RecordTV          |
| 2022    | Pantanal                  | Mariana Braga Novaes              | [ 18 ] [ 19 ]                | TV Globo          |

### Cinema
| Ano  | Título                        | Papel                      |
| ---- | ----------------------------- | -------------------------- |
| 1971 | Cordélia, Cordélia            | Secretária                 |
| 1971 | O Paraíso Proibido            | Kátia                      |
| 1972 | Vozes do Medo                 |                            |
| 1973 | A Noite do Desejo             | Selma                      |
| 1973 | Obsessão Maldita              | Sandra                     |
| 1974 | As Delícias da Vida           | Garota-propaganda          |
| 1974 | O Anjo da Noite               | Ana                        |
| 1974 | O Poderoso Machão             | Petúnia                    |
| 1975 | A Carne                       | Lenita Lopes Matoso        |
| 1975 | O Desejo                      | Ana Maria                  |
| 1975 | O dia em que o santo pecou    | Mudinha                    |
| 1975 | O Jeca macumbeiro             | Filomena                   |
| 1975 | A Casa das Tentações          |                            |
| 1976 | Aleluia Gretchen              | Gudrun                     |
| 1977 | Emanuelle Tropical            | Mary Claire                |
| 1977 | Gente Fina É Outra Coisa      | Íris                       |
| 1977 | Ninfas Diabólicas             |                            |
| 1978 | Adultério por Amor            | Natália                    |
| 1978 | As Filhas do Fogo             | Sílvia                     |
| 1978 | Nos Embalos de Ipanema        | Bia                        |
| 1978 | Uma estranha história de amor | Maria                      |
| 1978 | O Coronel e o Lobisomem       | Dona Isabel Pimenta        |
| 1979 | Mulheres do Cais              | Gina                       |
| 1980 | Ato de Violência              | Tânia                      |
| 1980 | Força Estranha                | Sílvia                     |
| 1981 | Eros, o deus do amor          | Dançarina                  |
| 1981 | Sexo, Sua Única Arma          | Marta                      |
| 1982 | Tchau, amor                   | Yara                       |
| 1984 | Elite Devassa                 | Marina                     |
| 1984 | Estrela Nua                   | Renée                      |
| 1987 | Sonhos de Menina-Moça         | Angélica                   |
| 2008 | Chega de Saudade              | Falecida                   |
| 2008 | O Signo da Cidade             | Celeste                    |
| 2010 | Augustas                      | Marrut                     |
| 2010 | Nosso Lar                     | Luísa                      |
| 2010 | Vegana                        | Ana                        |
| 2013 | Corpo Presente                |                            |
| 2013 | Mazzaropi                     | Ela mesma                  |
| 2014 | Os Amigos                     | Dona da loja de brinquedos |
| 2014 | Hoje Eu Quero Voltar Sozinho  | Maria                      |
| 2016 | O Escaravelho do Diabo        | Dona Dulce                 |
| 2016 | Trago Comigo – O Filme        | Madalena                   |
| 2017 | Pitanga                       | Ela mesma                  |
| 2017 | Solidão 22B                   | Aurora                     |
| 2018 | A Repartição do Tempo         | Senadora                   |
| 2018 | Querida Mamãe                 | Ruth Silveira Queiroz      |
| 2019 | Hebe: A Estrela do Brasil     | Ignês Capuano              |
| 2024 | Porto Príncipe                | Bertha                     |
| 2024 | Paterno                       | Lígia                      |

## Teatro[39]
| Ano     | Título                                                    | Personagem           |
| ------- | --------------------------------------------------------- | -------------------- |
| 1971    | Antígona                                                  | —                    |
| 1972    | Mais Quero Asno que Me Carregue que Cavalo que me Derrube | —                    |
| 1972    | O Processo de Joana d'Arc                                 | —                    |
| 1973    | O Prodígio do Mundo Ocidental                             | —                    |
| 1974    | Autos Sacramentais                                        | Pegeen Mike          |
| 1978-79 | Lição de Anatomia                                         | —                    |
| 1980    | Tratado Geral Sobre a Fofoca                              | —                    |
| 1984    | O Segredo da Alma de Ouro                                 | —                    |
| 1985    | Grande e Pequeno                                          | —                    |
| 1986    | Pas-de-Deuses                                             | —                    |
| 1987    | Lilith, a Lua Negra                                       | [ 40 ]               |
| 1989    | Encontrar-se                                              |                      |
| 1990    | La Ronde                                                  | —                    |
| 1996    | Penélope                                                  | —                    |
| 1997    | Fedra                                                     | Terâmeno             |
| 1998    | Clarão nas Estrelas                                       | Rainha               |
| 2000–01 | Macário                                                   | Satã                 |
| 2003    | Mephistópheles                                            | Fausto               |
| 2004    | O Evangelho Segundo Jesus Cristo                          | Maria                |
| 2006    | Senhora Macbeth                                           | Lady Macbeth         |
| 2006–07 | Sirimim                                                   | Ela mesma (monólogo) |
| 2007    | O Relato Íntimo de Madame Shakespeare                     | Anne Hathaway        |
| 2009    | O Colecionador de Crepúsculos                             | Morte                |
| 2010    | Mulheres que Bebem Vodka                                  | Ewa                  |
| 2011    | Menina Nina — Duas Razões Para Não Chorar                 | Vovó Vivi            |
| 2011–12 | Fausto ComPacto                                           | Mefisto              |
| 2012–13 | Hamlet                                                    | Gertrudes            |
| 2013–14 | A Toca do Coelho                                          | Mãe de Becca         |
| 2017    | Marte, Você Está Aí?                                      | A mãe                |
| 2018    | Dogville                                                  | Ma Ginger            |
| 2019    | Chá e Catastrofe                                          | Vi                   |

## Prêmios e indicações
| Ano  | Prêmio                             | Indicação                 | Trabalho                      | Resultado | Ref.          |
| ---- | ---------------------------------- | ------------------------- | ----------------------------- | --------- | ------------- |
| 1998 | Troféu APCA                        | Melhor Atriz de Teatro    | Clarão nas Estrelas           | Venceu    | [ 56 ]        |
| 1998 | Prêmio Coca-Cola SP                | Melhor Atriz              | Clarão nas Estrelas           | Venceu    | [ 56 ]        |
| 1998 | Prêmio Mambembe                    | Melhor Atriz Coadjuvante  | Clarão nas Estrelas           | Venceu    | [ 57 ]        |
| 1999 | Prêmio Shell                       | Melhor Atriz              | Fausto                        | Indicada  | [ 58 ]        |
| 2006 | Prêmio Shell                       | Melhor Atriz              | Senhora Macbeth               | Indicada  | [ 59 ]        |
| 2007 | Festival de Cartagena              | Melhor Atriz Coadjuvante  | Chega de Saudade              | Venceu    |               |
| 2009 | Prêmio FEMSA de Teatro Infantil    | Melhor Atriz              | O Colecionador de Crepúsculos | Indicada  | [ 60 ] [ 61 ] |
| 2016 | Prêmio Extra de Televisão          | Melhor Atriz Coadjuvante  | Velho Chico                   | Venceu    | [ 62 ]        |
| 2016 | Troféu UOL TV e Famosos            | Melhor Atriz              | Velho Chico                   | Venceu    | [ 63 ]        |
| 2016 | Troféu APCA                        | Melhor Atriz de Televisão | Velho Chico                   | Venceu    | [ 64 ]        |
| 2016 | Melhores do Ano                    | Personagem do Ano         | Velho Chico                   | Indicada  |               |
| 2016 | Prêmio Quem de Televisão           | Melhor Atriz Coadjuvante  | Velho Chico                   | Indicada  | [ 65 ]        |
| 2018 | Prêmio Botequim Cultural de Teatro | Melhor Atriz Coadjuvante  | Dogville                      | Indicada  |               |